# Niclas Rønne
Niclas Rønne, född 21 mars 1986, är en dansk före detta fotbollsspelare. Han spelade under sin karriär bland annat för Landskrona BoIS i Superettan.